# 老泥窖酒
老泥窖酒是黑龙江省巴彦县兴隆镇出产的一种白酒，源于1902年于当地成立的“李家烧锅”，老泥窖酒由祖传老窖泥夯制窖池釀成，形成了独特的“一窖三香”（酱香、浓香、果香）。